# Robert Batty
Robert Batty (* 5. August 1789 in London; † 20. November 1848 ebenda) war ein britischer Offizier, Maler, Zeichner, Aquarellist, Radierer und Illustrator.
Mit seinen gezeichneten Ansichten machte sich Batty international einen bleibenden Namen. Die meisten seiner Zeichnungen wurden von anderen Künstlern in Kupfer- und Stahlstiche übertragen, vervielfältigt und verbreitet.

## Ausbildung und Beruf

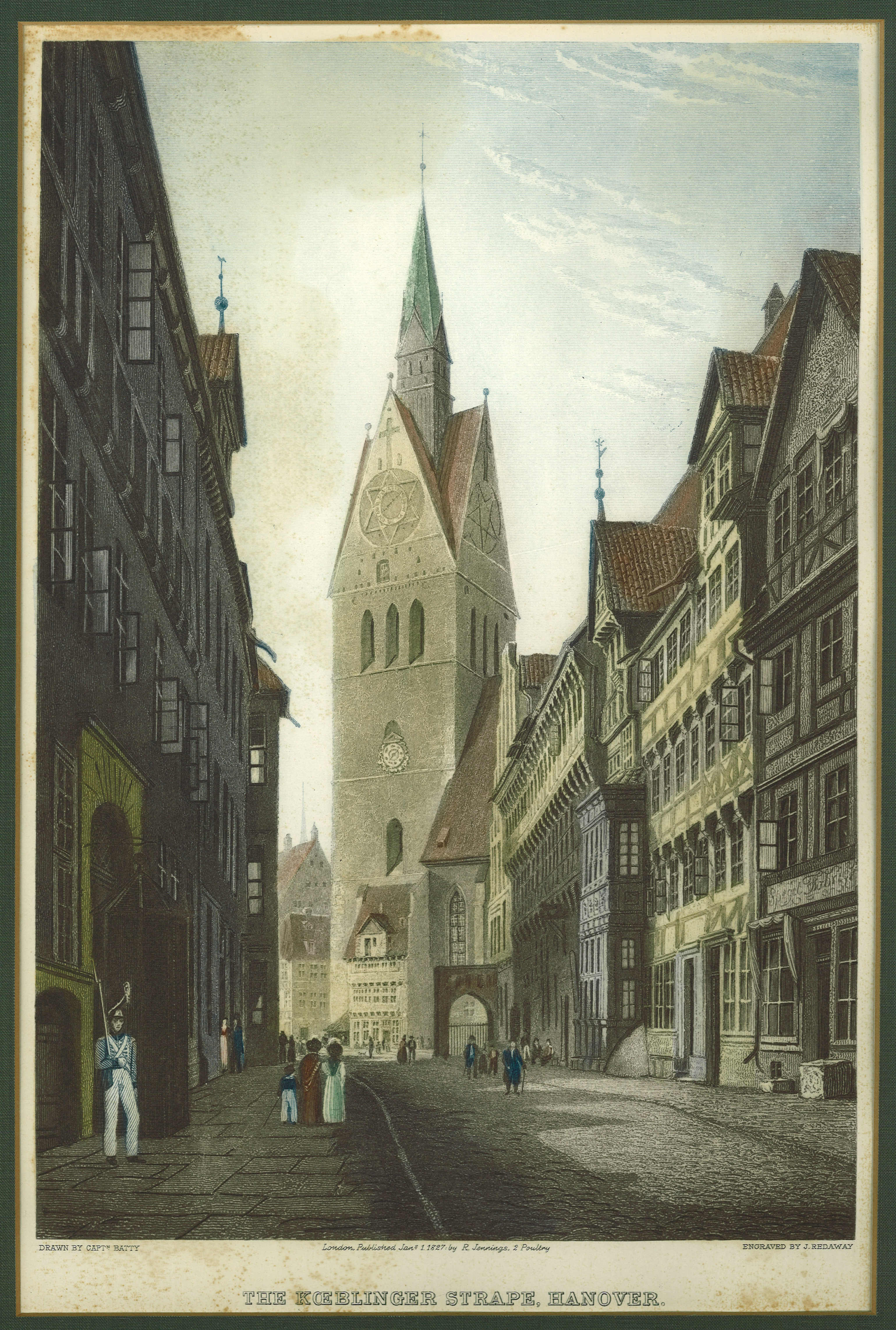
Die Köbelinger Straße, Hannover; stockfleckiger, kolorierter Stich von J. Redaway nach einer Zeichnung von Batty (vor 1827)

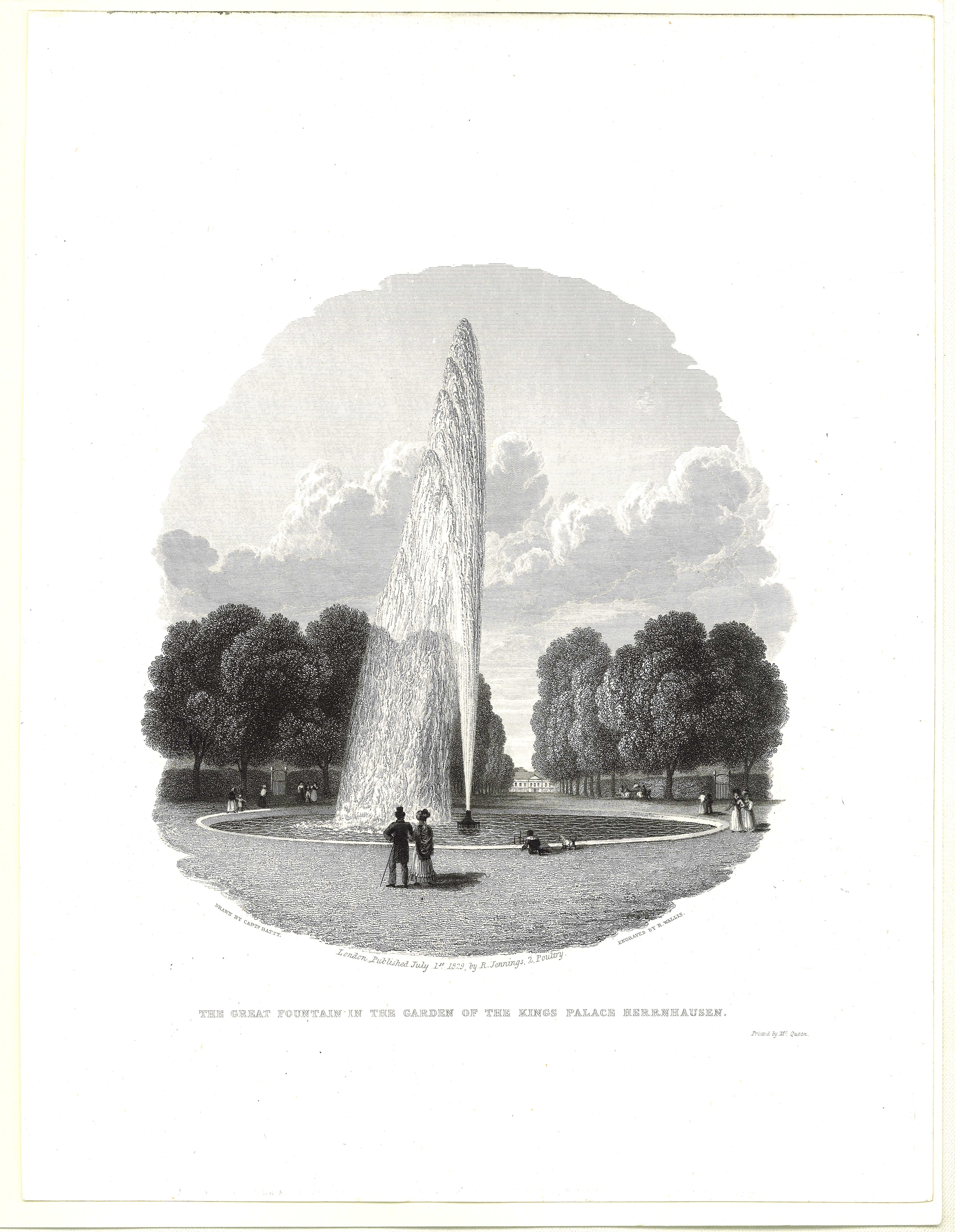
Die Große Fontaine im Großen Garten in Herrenhausen. Kupferstich um 1829 von R. Wallis nach einer Zeichnung von Batty aus August 1825.

Batty war Sohn des Arztes Robert Batty (14. Dezember 1763 – 16. November 1849) aus Hastings, einem bekannten Kunstliebhaber, der seine zeichnerische Begabung an seine Kinder weitergab (an Robert und dessen Schwester Elizabeth Frances [1791–1875], die Philip Martineau heiratete). Als 15-Jähriger begleitete Batty 1804 seinen Vetter Henry Bickersteth, den späteren Lord Langdale, auf einer Reise nach Italien. Später studierte er Medizin in Cambridge, brach aber das Studium ab. Er trat in die britische Armee ein, kämpfte im Gardegrenadierregiment sowohl in Spanien und in der Schlacht bei Waterloo gegen die Heere Napoleons und wurde Offizier, der im Rang eines Lieutenant Colonel (nach anderen Angaben als Captain oder Colonel) seinen Abschied nahm. Seine Eindrücke der Militärzeit gab er in Radierungen wieder, so The Campaign of the left wing of the allied army in the Western Pyrenees and South of France in 1813–14.
Zwischen 1822 und 1833 betätigte sich Batty als Aquarellmaler, Zeichner und Radierer. Er bereiste die Niederlande, Belgien, Frankreich und Deutschland und hielt seine Eindrücke in Skizzen und Zeichnungen fest. Er war zudem ein Fellow of the Royal Society.
Er war mit Johanna (geborene Barrow) verheiratet, mit der er mehrere Kinder hatte.

## Arbeitsweise am BeispielHanoverian and Saxon Scenery
1825 besuchte Batty das Königreich Hannover, die Stammlande seines britischen Königs Georg IV: Das dabei mitgeführte Skizzenbuch mit der rückseitigen Signatur „S III“ und dem Vorsatz von Battys Namenszug füllte er mit 53 Bleistiftzeichnungen und dem handschriftlichen Vermerk „1. bis 25. August 1825“. Die Skizzen entstanden in der Reihenfolge des Reisewegs, jede Skizze wurde mit Ort und Datum versehen: Von Hamburg über Bremen (Markt, Weserbrücken), Verden und Nienburg nach Hannover und weiter über Bückeburg und Minden weseraufwärts bis nach Kassel. Von Hameln führte ein Abstecher nach Pyrmont, ein weiterer von Karlshafen zur Trendelburg. In das Skizzenbuch wurden später 2 Federzeichnungen aus Madrid und Burgos angebunden. Die 53 Skizzen dienten als Vorlage für die 1829 erschienenen, von anderen Künstlern gestochenen Kupferstiche in dem Buch Hanoverian and Saxon Scenery mit ganzseiten Ansichten und halbseitige Vignetten. Batty verfasste darin eine ehrfurchtsvolle Widmung an König Georg IV. und erläuternde Texte in Englisch und Französisch. Die weiteren Vorlagen mit Abbildungen Lübecks befinden sich seit 1979 im Museum für Kunst und Kulturgeschichte der Hansestadt Lübeck.
Das Skizzenbuch wurde 1961 vom Historischen Museum am Hohen Ufer erworben.

## Werke (unvollständig)
- Campaign of the left wing of the Allied Army, in the Western Pyrenees and South of France, in the years 1813-14. J. Murray, London 1823.
- Robert Batty’s Skizzenbuch in weinrotem Maroquinleder, 18,4 cm × 27,3 cm × 1,7 cm, Deckel umrahmt mit goldgeprägten Linien. In Gold eingeprägt: Auf dem Deckel Initialen R.B., auf dem Rücken Signatur S III. Das Buch enthält 54 Blatt (Zeichenkarton, leicht gelblich, mit Goldschnitt), darauf befinden sich 53 Bleistiftzeichnungen aus Niedersachsen sowie (angebunden) 2 Federzeichnungen aus Madrid und Burgos.
- Robert Jennings: Scenery of the Rhine. Belgium and Holland from Drawings. 4 Bände, London 1826 (archive.org).
- Robert Batty: Hanoverian and Saxon Scenery, from Drawings by Lieutenant Colonel Batty, F.R.S. Robert Jennings (Hrsg.), London 1829.